# Vaupas Chasma
Il Vaupas Chasma è una struttura geologica della superficie di Rea.